# طارق بن زیاد
طارق بن زیاد (ز:۵۷–۵۰ ه‍. ق، د: ۱۰۲ ه‍.ق) یکی از سرداران مسلمان سلسله امویان بود که رهبری سپاه اسلام را درجریان فتح اندلس و شکست ویزیگوت‌ها در عهد ولید بن عبدالملک را بر عهده داشت. تنگه جبل الطارق به علت عبور او و لشکریانش از آنجا به اسم او نامگذاری شد. طارق موالی بود و در جوانی به سپاه والیان افریقیه پیوسته بود و به علت رشادت‌هایش به فرماندهی سپاه اندلس منصوب شد. فتوحات زیادی انجام داد و از پایان کارش اخباری در دست نیست.

## اصل و نسب
در رابطه با اصل و نسب طارق بن زیاد اختلاف نظر وجود دارد. بعضی او را از بربرهای شمال آفریقا و کارتاژ می‌دانند که اسلام را از جد خود به ارث برده و سومین نسل مسلمان آفریقا بوده است. برخی او را ایرانی و اهل همدان معرفی می‌کنند که غلام موسی بن نصیر امیر آفریقا بوده که یا آزاد شده یا با او پیمان بسته است. اکثر مورخان در موالی بودن طارق اتفاق نظر دارند. تعدادی نیز طارق را بربر و متعلق به یکی از بطون قبیله نغزه می‌دانند که این نظریه قوی تر است زیرا صاحب کتاب البیان المغرب، عذاری آن را تأیید کرده و سلسله نسب طارق را در آن کتاب مفصلاً آورده. عذاری گفته طارق اسلام را از پدرش زیاد و زیاد از پدر خودری عبدالله فرا گرفت و عبدالله نخستین نام عربی در سلسله نسب اوست.

## علت فتح اسپانیا
ژولیان که تاجری نصرانی بود، به ایالت طنجه رفت و آمد داشت و با مردم آنجا تجارت می‌کرد. او دختر خود را برای تحصیل به شهر طلیطله پایتخت ویزیگوت می‌فرستد و ردریک که پادشاهی اسپانیا را غصب کرده بود، دختر را فریب می‌دهد. ژولیان به خشم آمده و برای انتقام از مسلمانان درخواست کمک می‌کند. در سال ۷۱۰م گروهی متشکل از ۴۰۰نفر سرباز مسلمان به جنوبی‌ترین منطقه اسپانیا حمله می‌کنند و نام آن منطقه به اسم سردار آنان طریف، طریفه نام می‌گیرد. پس از این لشگرکشی موفق، مسلمانان عزم خود را برای فتح اسپانیا جزم می‌کنند و به نوعی انگیزه می‌گیرند.

## فتوحات
در ۷۱۱م هفت هزار سرباز با کشتی‌هایی که ژولیان تدارک دیده بود به رهبری طارق بن زیاد که از طرف خلیفه مأمور شده بود، به نزدیکی تنگه جبل الطارق رفتند و اکثریت آنان بربر بودند. رودریک در این زمان، به علت نبرد با شورشیان شمال غیبت داشت پس مسلمانان فرصت را غنیمت شمارده و فرستاده رودریک، تئیودمیر را شکست دادند و دژهای آن منطقه را به تصرف درآوردند. با رسیدن خبر به رودریک، او شتابان به طلیطله بازگشت تا خطر را دفع کند. به بسیج کردن نیرو مشغول شد و یکی از فرماندهان خود به نام ادیکو را به مصاف مبارزه با طارق فرستاد اما آن سردار در جنگ شکست خورد و دشت‌های فرنتره را به طارق تسلیم کرد. با شکست ادیکو، رودریک به جنوب رفت و در دره گوادالته در تاریخ ۱۹ژوئیه به مسلمانان حمله کرد. جنگ ۸روز به درازا کشید و سرانجام مسلمانان پیروز میدان شدند و طارق سر رودریک را بریده، برای خلیفه در دمشق فرستاد. بعد از شکست ویزیگوت‌ها، راه اسپانیا برای طارق باز و هموار شد و به فتوحات خود ادامه داد و شهرهای اشبلیه، قرطبه و طلیطله را به تصرف درآورد. در پی اقدامات شجاعانه و پیروزمندانه طارق بن زیاد، موسی بن نصیر او را به حکومت طنجه و اطراف آن گماشت. طنجه در آن زمان مهم‌ترین بلاد مغرب بود و آرام نگهداشتن آن امری سخت و خطرناک. در آخر موسی، به علت کفایت طارق، او را نامزد فتح اندلس کرد.در زمان آخرین پادشاه اندلس، لذریق فرمانده سپاه غیطشه شورش کرد و قرطبه را تصرف کرد. در همین زمان طارق بن زیاد وارد اندلس شد. لذریق به فرزندان غیطشه نامه زد و از آنان درخواست کمک کرد اما چون آنان به لذریق اعتماد نداشتند، وارد قرطبه نشدند و لذریق در شَتُنده به آن دو پیوست تا با طارق رو به رو شوند. وقتی دو سپاه به یکدیگر رسیدند، برادران به لذریق خیانت کردند و همان شب برای طارق پیغام فرستادند و از او امان خواستند تا صبح به او بپیوندند و طارق در عوض، املاک پدرشان در اندلس را به آنان واگذار کند و این املاک که سه هزار پارچه آبادی بود، از آن پس خالصه‌های پادشان نام گرفت. صبح، پسران غیطشه به طارق پیوستند و همین امر سبب فتح اندلس شد.

### سرانجام فتوحات
موسی بن نضیر با شنیدن موفقیت‌های طارق، با سپاهی راهی اسپانیا شد. آن دو در استرقه به هم رسیدند و به امکانات نظامی اسپانیا و شرایط رفاهی سربازان برای استقرار در آنجا پی بردند و به همین دلیل به سمت سرزمین‌های شمالی اسپانیا حرکت کردند تا آن مناطق را نیز فتح کنند. زمانی که موسی و طارق درگیر نبرد بودند، مغیث رومی از دمشق به پیش آنان رسید. او را خلیفه فرستاده بود تا آن رو فرمانده را به شام بخواند برای گزارش فتوحات و اقداماتشان. موسی، مغیث را متقاعد کرد تا چند روز به آنان زمان دهد برای فتح بیشتر، سپس سپاه به دو دسته تقسیم شد و سپاهیان طارق از سر قسطه در چپ رود ایبرو در زمین‌های بشکنس پیش رفتند و شهرها و دژهای آنجا را تصرف کردند. از جمله مهم‌ترین مناطق فتح شده عبارتند از: امایا، استرقه و ولیون. بعد از فتوحات آن دو به نزد خلیفه در دمشق بازگشتند.

## خصوصیات اخلاقی
طارق قبل از شروع جنگ‌ها، برای سربازان خود سخنرانی می‌کرد تا به آنها روحیه دهد. نمونه ای از این سخنرانی‌ها عبارتند از: ((ای مردم، به کجا توانید گریخت؟ دریا در پشت سر شماست و دشمن رو به رویتان. به خدا سوگند چاره ای جز شکیبایی و پایداری ندارید. یتیمان بر سفره فرومایگان چگونه اند؟ بدانید که حال شما در این جزیره بدتر از حال آنهاست. دشمن با لشکری گران به پیشباز شما آمده درحالی که سلاح و توشه ای فراوان دارد و شما را پشتیبانی و یاوری جز شمشیرهایتان نیست و زاد و توشه شما همان است که از چنگ دشمنانتان بیرون می‌کنید. اگر روزگاری دراز در این بینوایی و فقر بمانید و دست به کاری نزنید، باد غرورتان فرونشیند و دلهایتان ناتوان گردد آن سان که به جای آنکه شما بیم در دل دشمن افکنید او بر شما دلیر خواهد شد. پس بکوشید تا چنین سرنوشت فلاکت باری را از خود دور سازید. شهر استوار او روی در روی شما ایستاده است و…)). طارق در جنگ هرگاه متوجه رنج لشگریان خود می‌شد آنان را اندرزی می‌داد و به شکیبایی دعوت می‌کرد. روایتی وجود دارد که صحت و واقعیت یا داستان بودنش مشخص نیست، آن هم این است که طارق بعد از پهلو گرفتن کشتی‌هایی که با آنها از افریقیه به اندلس آمده بودند و پیاده شدن سپاه از آن، دستور آتش زدنشان را داد به این علت که لشکریان خود را به جنگ تا سر حد مرگ وادارد.طارق بخاطر اینکه برخی از سوره‌های قرآن را از حفظ بود، موسی بن نضیر از او خواسته بود در بین غربیان اسلام را گسترش و تعلیم دهد. طارق را همچنین سوارکاری ماهر و شاعر توصیف کرده‌اند و اشعاری را نیز به او نسبت داده‌اند.

## سرانجام طارق
خلیفه قصد داشت طارق را به جای موسی والی اندلس کند ولی مغیث او را منصرف کرد و از احتمال دعوی استقلال طارق برای او گفت. طارق به دربار دمشق رفت و از او استقبال خوبی شد و احتمالاً خلیفه پاداش خوبی به او داد. اما بعد از رفتن طارق به دمشق، دیگر در روایات خبری از او نیست و حتی نمی‌دانیم چگونه چشم از جهان فروبست.اما برخی از منابع اشاره کرده‌اند که طارق در سال ۱۰۲هجری در شام درگذشت.

## فهرست منابع
- دولت امویان در اندلس نعنعی، عبدالمجید پژوهشکده حوزه و دانشگاه
- تاریخ دولت اسلامی در اندلس عنان، محمدعبدالله
- اسپانیای اسلامی وات، مونتگومری بنگاه ترجمه و نشر کتاب
- تاریخ فتح اندلس ابن قوطیه، ابوبکر محمد بن عمر مرکز تحقیقات کامپیوتری علوم اسلامی
- مقاله سیاست‌های نظامی موسی بن نضیر در آفریقا و اندلس در دوره ولید بن عبدالملک نریمان فرد، لیلا و رفیعی، امیرتیمور
- مقاله دانشنامه جهان اسلام باقری، انسیه